# Bukevje (Orle)
Bukevje is een plaats in de gemeente Orle in de Kroatische provincie Zagreb. De plaats telt 418 inwoners (2001).